# Gaseosas Glacial (equip ciclista)
El Gaseosas Glacial va ser un equip ciclista colombià que competí professionalment entre el 1992 i 1995. Un dels seus principals èxits fou poder participar en la Volta a Espanya de 1993
Va desaparèixer el 1996 en unir-se amb part de l'estructura del ZG Mobili encapçalada per Gianni Savio, i crear el nou Gaseosas Glacial-Selle Italia, actualment Androni Giocattoli.

## Principals resultats
- Clásico RCN: Luis Alberto González Gallego (1993)
- GP Pony Malta: Henry Cárdenas (1995)

### A les grans voltes
- Volta a Espanya
  - 1 participacions (1993)
  - 0 victòries d'etapa:

- Tour de França
  - 0 participacions

- Giro d'Itàlia
  - 0 participacions

## Classificacions UCI
Fins al 1998 els equips ciclistes es trobaven classificats dins l'UCI en una única categoria. El 1999 la classificació UCI per equips es dividí entre GSI, GSII i GSIII. D'acord amb aquesta classificació els Grups Esportius I són la primera categoria dels equips ciclistes professionals. La següent classificació estableix la posició de l'equip en finalitzar la temporada.
| Temporada | Classificació per equips | Millor ciclista en la classificació individual |
| --------- | ------------------------ | ---------------------------------------------- |
| 1995      | 36è                      | Henry Cárdenas (250è)                          |